# غرايم ستيفن ريفيس
غرايم ستيفن ريفيس (بالإنجليزية: Graeme Stephen Reeves)‏ هو طبيب توليد ‏ أسترالي، ولد في 1949.